# Koźminek (gmina)
Koźminek – gmina miejsko-wiejska w Polsce położona w województwie wielkopolskim, w powiecie kaliskim. W latach 1975–1998 gmina administracyjnie należała do województwa kaliskiego.
Siedzibą gminy jest Koźminek.
Według danych z 31 grudnia 2024 gminę zamieszkiwało 7291 osób.
Za Królestwa Polskiego gmina należała do powiatu kaliskiego w guberni kaliskiej. 31 maja 1870 do gminy przyłączono pozbawiony praw miejskich Koźminek.
Nadanie 1 stycznia 2021 praw miejskich Koźminkowi, zmieniło typ gminy z wiejskiej na miejsko-wiejską.

## Struktura powierzchni
W 2005 obszar gminy Koźminek wynosił 88,43 km² (ob. 88,46 km²), w tym:
- użytki rolne: 72,55 km²
  - grunty orne: 60,83 km²
  - sady: 3,35 km²
  - łąki: 6,69 km²
  - pastwiska: 1,68 km²
- lasy: 8,56 km²
- pozostałe grunty (w tym nieużytki): 7,32 km²

## Demografia

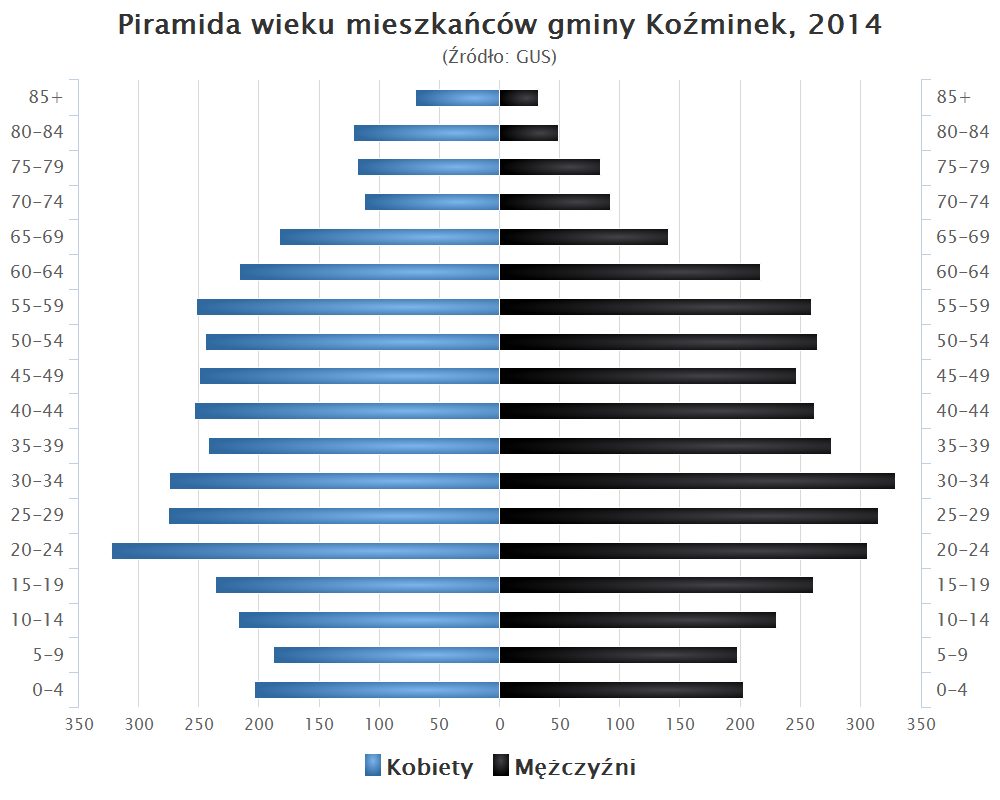
Piramida wieku mieszkańców gminy Koźminek w 2014 roku

Dane z 31 grudnia 2024:
| Opis                              | Ogółem | Ogółem | Kobiety | Kobiety | Mężczyźni | Mężczyźni |
| --------------------------------- | ------ | ------ | ------- | ------- | --------- | --------- |
| jednostka                         | osób   | %      | osób    | %       | osób      | %         |
| populacja                         | 7291   | 100    | 3707    | 50,8    | 3584      | 49,2      |
| gęstość zaludnienia (mieszk./km²) | 82,4   | 82,4   | 41,9    | 41,9    | 40,5      | 40,5      |

## Sołectwa
Bogdanów, Chodybki, Dąbrowa, Dębsko, Emilianów, Gać Kaliska, Józefina, Koźminek, Krzyżówki, Ksawerów, Marianów, Młynisko, Moskurnia, Nowy Karolew, Nowy Nakwasin, Osuchów, Oszczeklin, Pietrzyków, Rogal, Smółki, Stary Karolew, Stary Nakwasin, Tymianek, Złotniki.

## Pozostałe miejscowości
Agnieszków, Dębsko-Dosinek, Dębsko-Ostoja, Dębsko-Ośrodek, Pośrednik, Gać Pawęzowa, Murowaniec, Osuchów-Parcela, Przydziałki, Raszawy, Słowiki, Sokołówka, Warwarówka, Zosina.

## Sąsiednie gminy
Ceków-Kolonia, Goszczanów, Lisków, Opatówek, Szczytniki